# Ouverture d'échecs irrégulière
Cet article utilise la notation algébrique pour décrire des coups du jeu d'échecs.
On appelle ouverture irrégulière (parfois dite non orthodoxe) aux échecs la résultante d'un ou de premiers coups inhabituels joués par l'un ou l'autre camp.
De façon plus précise, on pourrait considérer que les ouvertures irrégulières sont « des ouvertures qui ne sont pas fréquemment jouées par des joueurs du niveau de maître, mais qui ont toujours des adeptes à des niveaux inférieurs » (comme le définit John Watson).

## Exemples de premiers coups blancs non orthodoxes
Voici des ouvertures non orthodoxes qui sont toutes classées sous le code A00 dans l'Encyclopédie des ouvertures d'échecs :
- 1. b4 (Ouverture de l'orang-outang) ou ouverture Sokolski[a 1]
- 1. g4 (début Grob)[a 1]
- 1. Cc3 (début Van Geet aussi appelé ouverture Dunst)
- 1. a3 (ouverture Anderssen)[a 2]
- 1. e3 (ouverture Van 't Kruijs)[a 2]
- 1. d3 (ouverture indienne ancienne aussi appelée ouverture Mieses)[1],[a 2]
- 1. c3 (ouverture de Saragosse)[a 2]
- 1. h3 (ouverture Clemenz)[a 2]
- 1. f3 (ouverture Barnes)[a 2]
- 1. Ca3 (attaque Durkin)[a 3]
- 1. Ch3 (ouverture Amar)[a 3]
- 1. a4 (ouverture Ware)[a 3]
- 1. h4 (ouverture Després)[a 3]

Bien que certaines de ces ouvertures ne soient pas totalement mauvaises (il existe même des joueurs qui ont vaincu de forts adversaires en les utilisant), elles sont rarement jouées, pour diverses raisons :
- elles sont trop passives pour les Blancs (1. c3, 1. d3, 1. e3, 1. Cc3),
- elles affaiblissent inutilement l'aile roi (1. f3, 1. g4),
- elles ne font rien pour le contrôle du centre (1. a3, 1. a4, 1. h3, 1.h4),
- elles développent un cavalier sur une case non stratégique (1. Ca3, 1. Ch3).

Le  début Larsen (1. b3), code A01 dans l'Encyclopédie des ouvertures d'échecs (ECO), a parfois été classé comme ouverture irrégulière dans certains livres, ainsi que l'ouverture Bird (1. f4, codes ECO A02 et A03).

## L'orthodoxie ne repose pas que sur un coup
Si les Blancs jouent un coup orthodoxe et que les Noirs répondent de manière non orthodoxe, l'ouverture n'est pas forcément classifiée sous le code A00. Par exemple, 1. e4 a6 (Défense Miles) a pour code ECO B00. Si une ouverture orthodoxe au départ peut se transformer en ouverture non orthodoxe, réciproquement, une ouverture non orthodoxe peut donner lieu à une position résultant d'une ouverture orthodoxe. Un exemple est donné par l'ouverture suivante: 1.e4 e6 2.d4 c5 3. d5 (défense Franco-Benoni). La Franco-Benoni est non orthodoxe quand le coup c4 caractéristique de la défense Benoni n'est pas joué par les Blancs (une possibilité qui leur est accordée par cet ordre de coups particulier). Les Blancs ont cependant la possibilité de transposer dans une défense Benoni classique en jouant ultérieurement c4 ou encore, entre autres, dans une sicilienne ouverte par 1. e4 e6 2. d4 c5 3. Cf3 cxd4 4. Cxd4.

## Quelques ouvertures non orthodoxes
Parmi les principales ouvertures non orthodoxes, certaines se détachent plus que d'autres:

### Débuts ouverts
- 1. e4 e5
  - 2. Ce2 (ouverture Alapine)
  - 2. Cf3 Cc6 3. Cc3 Cf6 4.Cxe5 (gambit Halloween)
  - 2. Cf3 Cc6 3. Fc4 Cd4 (gambit Blackburne)
  - 2. Cf3 Cc6 3. Fc4 f5 (gambit Rousseau)
  - 2. Cf3 De7 (défense brésilienne)
  - 2. Cf3 Df6 (défense Greco)
  - 2. Cf3 f6 (défense Damiano)
  - 2. Df3 (ouverture Napoléon)
  - 2. Dh5 (attaque Parham)
  - 2. Fb5 (ouverture portugaise)
  - 2. Re2 (attaque Bongcloud)

### Débuts semi-ouverts
- 1. e4 d6 2. d4 f5 (défense Balogh)
- 1. e4 f6 (défense Barnes)
- 1. e4 h6 (Défense Carr)
- 1. e4 h5 (défense Desprez)
- 1. e4 g5 (défense Basman)
- 1. e4 f5 (défense Fred)
- 1. e4 a6 (défense Saint-Georges ou défense Miles)
- 1. e4 b6 (défense Owen)
- 1. e4 e6 2. d4 c5 (Franco-Benoni)
- 1. e4 c5 2. Cf3 e6 3. d4 cxd4 4. Cxd4 Cc6 5. Cc3 Cf6 6. Cdb5 Fc5. (Variante Cobra classique).

### Débuts semi-fermés
- 1. d4 e6 2. c4 b6 (défense anglaise[b 1])
- 1. d4 c5 2. d5 f5 (défense Clarendon Court[2])
- 1. d4 e6 2. c4 Fb4+ (défense Keres ou kangourou[3])
- 1. d4 Cf6 2. c4 c5 3.d5 Ce4 (défense vautour[4])
- 1. d4 e5 (gambit Englund[b 2])